# (6923) Borzacchini
(6923) Borzacchini ist ein Asteroid des Hauptgürtels, der am 16. September 1993 vom italienischen Astronomen Antonio Vagnozzi am Santa Lucia Stroncone-Observatorium (IAU-Code 589) entdeckt wurde.
Der Asteroid gehört zur Eos-Familie, einer Gruppe von Asteroiden, welche typischerweise große Halbachsen von 2,95 bis 3,1 AE aufweisen, nach innen begrenzt von der Kirkwoodlücke der 7:3-Resonanz mit Jupiter, sowie Bahnneigungen zwischen 8° und 12°. Die Gruppe ist nach dem Asteroiden (221) Eos benannt. Es wird vermutet, dass die Familie vor mehr als einer Milliarde Jahren durch eine Kollision entstanden ist.
(6923) Borzacchini wurde nach Baconin Borzacchini (1898–1933), einem italienischen Automobilrennfahrer der 1920er-Jahre, der im September 1933 in Monza tödlich verunglückte, benannt.